# St. Pauli zwischen Nacht und Morgen
St. Pauli zwischen Nacht und Morgen ist ein deutscher Kriminal-, Trash- und Exploitationfilm aus dem Jahre 1967.

## Handlung
Hamburg-Mitte in den 1960er Jahren. Im Stadtteil St. Pauli tritt die französische Tänzerin Arlette in einem Nachtclub auf, verweigert aber ihrem Boss Bernie, einer ziemlich üblen Type, den geforderten Striptease-Tanz. Um Arlette kleinzukriegen, sind Bernie auch brutale Methoden recht. Seine Handlanger greifen sich das zierliche, hübsche Mädchen und setzen es mit einem Schuss Heroin unter Drogen, um Arlettes Willen zu brechen. Die junge Frau ist nicht nur zugedröhnt, sondern auch noch völlig aufgelöst und verzweifelt, als sie in diesem Zustand hilflos durch Hamburgs Straßen läuft und in die Arme eines gewissen Helmut Schmidt gerät. Der ist ein Schweizer und nimmt sich ihrer an. Schmidt verbringt mit ihr den kommenden Tag und die darauf folgende Nacht. Frisch verliebt trennen sich die beiden in den Morgenstunden. Arlette hat wieder Mut gewonnen und glaubt daran, ihr Leben wieder in den Griff zu bekommen.
Sie kann nicht ahnen, dass Helmut für die Interpol bei der Drogenfahndung arbeitet und derzeit in Diensten der Hamburger Polizei steht. Schmidt ist sich nach der Begegnung mit Arlette sicher, dass Bernies Nachtclub ein Umschlagplatz für harte Drogen ist und plant daher, sich über Arlette dort einzuschleusen. Das ist leichter gesagt als getan, denn Bernie ist sehr misstrauisch, zumal er allmählich auch die Kontrolle über Arlette zu verlieren droht. Um sich das Vertrauen Bernies und seiner Kumpel zu erschleichen, ist Schmidt sogar bereit, an einem Raubüberfall teilzunehmen. Bei diesem Beutezug auf einen Transporter mit Lohngeldern schießt Schmidt in Notwehr einen seiner Komplizen nieder. Jetzt wird er zum Gejagten der Bande, und mit ihm auch Arlette. Mit dem erbeuteten Geld will Helmut mit Arlette ins Ausland fliehen, doch die Polizei hat bereits die Stadtmitte abgesperrt. Schließlich kommt es zur direkten Konfrontationen mit den Kollegen von der Polizei, wobei Schmidt unterliegt und stirbt.

## Produktion
Dieser Film entstand zwei Jahre bevor die eigentliche Welle der St. Pauli-Filme – überwiegend mit Curd Jürgens in der Hauptrolle – losrollte. Zwischen 1961 und 1971 entstanden über zwanzig Filme um den Stadtteil St. Pauli, die dessen Nimbus als Sündenpfuhl übernahmen.
Mit dem als erotischem Provokateur geltenden José Bénazéraf verpflichtete Produzent Erwin C. Dietrich einen Regisseur, der den Erwartungen zu entsprechen schien. Er vereinbarte mit ihm, dass seine Arbeit lediglich durch die Überlassung der Auswertungsrechte in Frankreich abgegolten würde. Eva Ebner assistierte dem französischen Regisseur.
St. Pauli zwischen Nacht und Morgen entstand zum Jahresende 1966 auf den Straßen von Hamburg  und wurde am 13. April 1967 uraufgeführt. Der Film lief in den westdeutschen Kinos schlecht an. Gemessen an den Hoffnungen, die Dietrich in Bénazéraf gesetzt hatte, erwies sich der fertige Film als zu brav und brachte der eben erst gegründeten Firma Avis einen Verlust. 

## Kritik
Im Lexikon des Internationalen Films heißt es: „Deutsches B-Picture aus den 60er Jahren, dessen schmale Handlung aus der Liebesgeschichte einer Prostituierten und dem Überfall auf einen Geldtransport besteht.“ Auch der Evangelische Filmbeobachter hält nichts von dem Streifen: „Dieser Film […] gibt sich bedeutungsvoll, ist aber pure Kolportage und keinen Pfifferling wert.“